# Де Йонге, Клаас
Клаас Де Йонге (нидерл. Klaas de Jonge, 5 сентября 1937 — 5 мая 2023, Амстердам) — голландский правозащитник и африканист. Де Йонге наиболее известен как борец против апартеида в Южной Африке.

## Биография

### Африка
Де Йонге изучал антропологию и социологию в Амстердаме и Париже. В 1970-х годах Де Йонге работал исследователем в Центре африканских исследований в Лейдене, где публиковал, среди прочего, статьи о демографических исследованиях в Танзании и Сенегале.
В начале 1980-х годов Де Йонге жил со своей бельгийско-голландской женой Элен Пасторс в Мапуту, столице Мозамбика. Он работал в этой стране антропологом, а она — лингвистом. В этот период супруги подружились с ведущим членом южноафриканской организации Африканский национальный конгресс» (АНК) Джо Слово и его женой Рут Ферст. Когда в 1982 году Ферст была убита бомбой в отправленном южноафриканской службой безопасности письме, Де Йонге и Пасторс решили активно поддержать АНК в вооруженной борьбе. После развода Де Йонге переехал в столицу Зимбабве Хараре.

### Посольство Голландии в Претории
Де Йонге переправлял контрабандой оружие и взрывчатку в Южную Африку для АНК, которые он прятал в потайном отсеке багажника своей машины.
23 июня 1985 года он был остановлен южноафриканской полицией на обратном пути из Йоханнесбурга в Хараре и арестован вместе с Пасторс. Де Йонге решил сотрудничать со следствием по своему делу и 9 июля сумел скрыться в посольстве Нидерландов в Претории. Однако дальше приемной он не дошел, откуда его вытащили южноафриканские полицейские в штатском. Поскольку южноафриканской полиции не разрешалось входить на территорию голландского посольства, не говоря уже о том, чтобы забирать оттуда голландского гражданина против его воли, результатом стал дипломатический скандал.
19 июля Де Йонге вернули в посольство, и правительство ЮАР немедленно подало просьбу о его выдаче, поскольку его подозревали в нарушении Закона об оружии и боеприпасах. Голландское посольство должно было переехать в другое здание и не получило разрешения переместить Де Йонге на новое место. Его положение ещё больше осложнилось. В октябре 1985 года президент Питер Виллем Бота решил снять дипломатический иммунитет прежнего покинутого посольством помещения, в котором после переезда дипломатической миссии жили только Де Йонге и два невооруженных голландских сотрудника охраны. После визита голландского спецпосланника Генри Вейнендтса к Бота эта угроза была отложена, но проблема не решена.
В конечном итоге Де Йонге пробыл в этом здании более двух лет. 7 сентября 1987 года он был освобожден в результате сложного обмена пленными: южноафриканского майора национального героя ЮАР Винана дю Туа (Wynand du Toit), захваченного в ходе секретной миссии в Анголе в 1985 году, вывезли из Анголы вместе с телами убитых. На формально независимой южноафриканской территории Сискей погибшие в Анголе Африканские солдаты были обменены на Де Йонге, французского осуждённого в Сискее активиста против апартеида Пьера-Андре Альбертини (Pierre-André Albertini) и на 133 ангольских и кубинских военнопленных.
Де Йонге написал книгу «Дневник из Претории» о своем пребывании в здании посольства, предисловие к которой было написано Карелом Роскамом. Пасторс вышла из тюрьмы в 1989 году, хотя в мае 1986 года её приговорили к десяти годам тюремного заключения за государственную измену. В июне 2013 года она призналась, что участвовала в подготовке взрыва на Чёрч-стрит в Претории 19 мая 1983 года, в результате которого 19 человек погибли и 217 получили ранения. Лишь в 2017 году Де Йонге признал, что он тоже был причастен к этому нападению. Как и Пасторс, он был задействован в разведке и лично перевез через границу со Свазилендом полную взрывчатки машину.
После инцидента в 1988 году Де Йонге был убежден, что правительство апартеида Южной Африки хочет его убить. Он ослеп на один глаз из-за глазной инфекции, возможно, из-за ношения отравленной одежды.
За свой вклад в сопротивление в Южной Африке Де Йонге получил (серебряную) премию Оливера Тамбо от президента Южной Африки Сирила Рамафосы в апреле 2019 года.

### Нидерландское движение против апартеида
После своего возвращения Де Йонге стал активным участником Нидерландского движения против апартеида (AABN). После отмены апартеида в Южной Африке в 1995 году преемник движения Нидерландский институт Южной Африки попросил Де Йонге провести исследование для Южноафриканской комиссии истины и примирения. Его двукратное шестимесячное расследование в основном было сосредоточено на возможных секретных операциях режима апартеида в Европе, таких как убийство премьер-министра Швеции Улофа Пальме в 1986 году. Расследование стало возможным благодаря финансовому вкладу посольства Нидерландов в Претории в работу комиссии. В ноябре 1997 года Де Йонге представил итоговый отчет.

### Руанда
В 1998 году Де Йонге начал работать координатором исследований организации «Международная тюремная реформа» (Penal Reform International, PRI) в столице Руанды Кигали. Во время геноцида в Руанде в 1994 году было убито от 800 000 до 1 000 000 тутси и умеренных хуту. Организация стремилась содействовать соблюдению народными трибуналами Руанды «судами гакака» (Gacaca Court) надлежащей правовой процедуры при судебном процессе над военными преступниками. Учитывая огромное количество (120 000) подозреваемых, потребовалось бы слишком много времени, чтобы судить всех этих людей существующими судами, поэтому народные трибуналы гакака рассматривались как возможность ускорить правосудие. Однако главных подозреваемых судил Трибунал по Руанде под эгидой ООН.

### Личная жизнь
Де Йонге вырос в Девентере и Ольсте и стал отцом двух сыновей от первого брака. В последние годы жизни он страдал метастатическим раком простаты. 5 мая 2023 года он умер в возрасте 85 лет вследствие эвтаназии.

## Публикации

### Клаас Де Йонге
- A contraceptive to revolution? : a reappraisal of Dutch policy regarding family assistance and the center-periphery model, 1972 (samen met Henk A. de Gans en Anton C. Kuijsten)
- Fertility in two rural areas of Tanzania : a dependent variable, 1972 (samen met Corlien M. Varkevisser)
- Migration en Casamance : exemple du village de Birkama, 1977
- Les migrations en Basse Casamance, 1978
- Rural development and inequality in Casamance (Southern Senegal), 1978
- Relations paysans-pêcheurs, capitalisme, état : une étude d'une lutte de classe en Casamance (Sud-Sénégal), 1980
- Descendre vers le sommet : een verslag van consultaties in Nederland, Mali, Niger, Boven-Volta en Senegal betreffende wenselijkheid en mogelijkheden van een onderzoeksprogramma in de Sahel, 1980 (samen met R.H.G. Bos en P.J.C. van Dijk)
- Dagboek uit Pretoria, 1987, ISBN 9060127390
- Interim report on research on Gacaca jurisdictions and its preparations (July–December 2001), januari 2002

### О Клаасе Де Йонге
- Jenne Jan Holtland: De koerier van Maputo. Een Nederlander in de Zuid-Afrikaanse revolutie. Amsterdam, Podium Uitgeverij, 2021. ISBN 9789463810036
- Koen Peeters: De Minzamen. Roman. De Bezige Bij, 2021. ISBN 9789403130613
- Het zoekend hert ° The searching deer: videogesprekken van filosofiehuis 'Het zoekend hert' met Klaas de Jonge door de Vlaamse auteur en antropoloog Koen Peeters:(1)  De bewustwording van geweld en (2) Street boy. Familieverhalen van een overlever